# 103,9 Rock FM
A 103,9 Rock FM (2021-től 2023-ig: FM 103.9 – A ROCK) egy Budapesten fogható rockzenét játszó rádióállomás. Zenei stílusa az 1960-as évektől egészen napjainkig terjed, azonban nagyobb arányban vannak jelen a régebbi dalok. Adása 2021. december 14-én indult a Budapesten és környékén fogható 103,9 MHz-es frekvencián, amit korábban a Rádió 1, a Juventus Rádió és a Sláger FM használt. A rádióban elsősorban a mainstream és az underground rock, alternatív és indie hazai és nemzetközi képviselői hallhatóak.

## Története
2021 júliusában a 103,9 MHz-es frekvencián, a feltétel az volt, hogy csak rock tematikával lehetett pályázni, ennek ellenére teret kapnak a rock műfajhoz kapcsolódó, jellemzően régebbi hibrid műfajok is. A rádió eredetileg Rock Nation Radio néven indult volna, azonban 2021. december 1-jén éjféltől FM 103.9 – A ROCK néven indult tesztadása, hivatalos adása 14-én 10:00-kor indult, és itt hallható többek között a Radiocafé-ról is ismert Bella Levente, az egykori Rock FM 95.8-ról is ismert Bűdi Szilárd, Csizinszky Éva és Dandó Ádám, és a Retro Rádióból is ismert Klamancsek Krisztián.
2023. június 1-től a rádió Rock FM néven működik tovább. A hangzásvilága ugyan megmaradt, csak Rock FM néven hallható az adás.

## Munkatársak

### Műsorvezetők
- Dandó Ádám – Rock Éjszaka
- Hepi Endre – Rock Reggel
- Csizinszky Éva – Rock Délelőtt
- Klamancsek Krisztián – Rock Délután (hétköznap), Rocklexikon (hétvégén)
- Bűdi Szilárd "Szili" – Rock The Night (hétköznap)
- Markos Gergő – Rock Hétvége
- Schubert Krisztián – Rock The Night (hétvégén)

### Hírszerkesztők
A hírblokkok megegyeznek a Base FM-en elhangzottakkal.
- Belyó Barbara
- Veress Liza
- Dáme Nikolett
- Gáll Ildikó